# Краббе, Николай Карлович
Николай Карлович Краббе (1814—1876) — русский морской и государственный деятель, генерал-адъютант (26.09.1858), адмирал (30.08.1869), более пятнадцати лет был управляющим Морским министерством в 1860—1876 годах. Устроил первые базы на Дальнем Востоке, создал боеспособные океанские эскадры, преобразовал парусный деревянный русский флот в паровой и броненосный. При нём произошло перевооружение артиллерии на судах, основан Обуховский завод. В честь адмирала Н. К. Краббе получил своё название одноимённый полуостров в Приморье и гора на этом же полуострове.

## Биография
Сын К. К. Краббе, генерал-лейтенанта, Георгиевского кавалера. 25 февраля (9 марта) 1826 года поступил в Морской кадетский корпус, 3 (15) февраля 1830 года был произведён в гардемарины. В 1837 году принимал участие в делах против горцев на восточном берегу Чёрного моря. В 1839 году Краббе командовал одним из судов при высадке десанта на Субаши.
Участвовал в экспедиции графа В. А. Перовского против хивинцев. В 1842 году командирован в Персию для прекращения морских разбоев туркмен на персидских берегах. В походе через пески Каракумов (1846) Краббе командовал колонной, по Сырдарье вышел в Аральское море.
Состоял начальником штаба эскадры вице-адмирала Л. М. Серебрякова и принимал участие в бою (7 ноября 1853 года) с турками у занятого ими Николаевского поста. В 1860-1876 годах управлял Морским министерством, будучи ближайшим помощником великого князя Константина Николаевича. В короткое время Краббе преобразовал только что созданный паровой флот в броненосный, снабдив его мощной артиллерией, изготовленной, как и флот, в России. Обуховский завод был оборудован под его личным наблюдением.
Судебная реформа нашла в лице Краббе ревностного защитника. Он способствовал реформированию морских учебных заведений. В его управление морским ведомством основана минная школа с офицерским при ней классом, сформированы практическая эскадра и минный отряд.

## Награды
- Орден Святого Станислава 3-й степени (22 сентября 1837)
- Орден Святого Владимира 4-й степени с бантом (25 мая 1839)
- Орден Святого Станислава 2-й степени за деятельность в исполнении своих обязанностей во время поиска в Хиву (11 сентября 1840)
- Орден Святой Анны 2-й степени (13 сентября 1845)
- Императорская корона к ордену Святой Анны 2-й степени (22 августа 1851)
- Орден Святого Владимира 3-й степени (7 октября 1853)
- Орден Святого Георгия 4-й степени (26 ноября 1853, № 9052 по кавалерскому списку Григоровича — Степанова) — за 25 лет беспорочной службы в офицерских чинах
- Орден Святого Станислава 1-й степени с мечами (1 января 1858)
- Орден Святой Анны 1-й степени (8 сентября 1859)
- Орден Святого Владимира 2-й степени с мечами (23 апреля 1861)
- Орден Белого орла (19 апреля 1864)
- Орден Святого Александра Невского (16 апреля 1867)
- Алмазные знаки ордену Святого Александра Невского (30 августа 1871)
- Орден Святого Владимира 1-й степени за 14-летнее управление Морским министерством (31 марта 1874)
- Знак отличия беспорочной службы за XV лет (22 августа 1848)
- Знак отличия беспорочной службы за XX лет (22 августа 1853)
- Медаль «За защиту Севастополя» (1856)
- Светло-бронзовая медаль «В память войны 1853—1856» (29 декабря 1856)
- Знак отличия беспорочной службы за XXV лет (22 августа 1858)
- Золотая медаль за труды по освобождению черноморских адмиралтейских поселян из крепостной зависимости (16 апреля 1862)
- Медаль «За труды по освобождению крестьян» (1863)
- Крест «За службу на Кавказе» (12 июля 1864)
- Знак отличия беспорочной службы за XL лет (22 августа 1874)

Иностранные:
- Персидский орден Льва и Солнца 2-й степени (1842)
- Португальский Ависский орден, большой крест (1865)
- Греческий орден Спасителя, большой крест (1867)
- Прусский орден Красного орла 1-й степени (1869)
- Датский орден Данеброг 1-й степени с алмазами (1869)
- Прусский орден Красного орла, большой крест (1874)
- Австрийский орден Леопольда, большой крест (1874)

## Воспоминания современников
«В личной жизни, как и в службе, Краббе отличался необычайной доступностью: например, перед его рабочим кабинетом не было приёмных и аванзал, в квартире его не было ни адъютантов, ни дежурных чиновников; всякий проходил к министру без доклада, и курьер или вестовой отворял двери прямо в кабинет. Простой в обхождении, несколько эксцентричный в выражениях, Краббе всегда был чист душой и благороден в стремлениях»— Морской сборник, 1876, № 2

«…был великий охотник до всякого рода сальных рассказов и знатный коллекционер всякой порнографии и похабщины. Он привозил иногда по частям своё неистощимое собрание напоказ, но, к чести Его Высочества (будущего Александра III), скажу, что хотя он был молод, но смотрел всё вскользь, разве только для того, чтобы сделать приятное Краббе, Николаю Карловичу…»— А. П. Боголюбов

## В литературе
- Н. К. Краббе упоминается в исторической миниатюре Валентина Пикуля «Вольное общество китоловов».
- Н.К. Краббе выведен второстепенным персонажем в романе Алексея Дая «Поводырь. Воробей, том 1», как действующий глава Морского Министерства.